# Премія Жуля Верна
Премія Жуля Верна (англ. Prix Jules-Verne) — французька літературна нагорода за найкращий науково-фантастичний роман, який вперше був опублікований у Франції, витриманий у дусі вигадок-пригод Жуля Верна. Започаткована у 1927 році виданням «Hachette» у партнерстві з журналом «Lecture pour tous» видавництва Ашетт Лівр. Загалом присуджено 13 премій: з 1927 до 1933 років та з 1958 до 1963 років. 
До патронажного комітету входили Рене Думік, Генрі Бордо, Жорж Леконт, Жан-Батіст Шарко, Луї-Шарль Бреге, П'єр Бенуа, Жозеф Кессель, Альфред Машар, Мішель Верн і Жан-Жюль Верн.

## Переможці

### Переможці з 1927 року до 1933 року
| Церемонія | Світлини лауреатів | Переможці                                            | Назва роману                       | Назва роману мовою оригіналу          | Видавництво | Прим. |
| --------- | ------------------ | ---------------------------------------------------- | ---------------------------------- | ------------------------------------- | ----------- | ----- |
| 1927      |                    | Октав Бельяр (фр. Octave Béliard)                    | «Молодша донька Михайла Строгоффа» | La Petite-fille de Michel Strogoff    | Hachette    | [ 2 ] |
| 1928      |                    | Дж. Л. Гастон Пастре (фр. Jules-Louis-Gaston Pastre) | «Таємниця пісків»                  | Le secret des sables                  | Hachette    | [ 2 ] |
| 1929      |                    | Альберт Байї (фр. Albert Baillye)                    | «Альфа-ефір»                       | L'Éther Alpha                         | Le Figaro   | [ 2 ] |
| 1930      |                    | Танкред Валерей (фр. Tancrède Vallerey)              | «Піщаний острів»                   | L'Île au sable                        |             | [ 2 ] |
| 1931      |                    | Ерве де Песлуан (фр. Hervé de Peslouan)              | «Дивна загроза професора Ючкова»   | L'Étrange Menace du Pr Ioutchkoff     |             | [ 2 ] |
| 1932      |                    | П'єр Палау (фр. Pierre Palau)                        | «Дивне зникнення Джеймса Батлера»  | L'Étrange disparition de James Butler |             | [ 2 ] |
| 1933      |                    | Жан-Туссен Самат (фр. Jean-Toussaint Samat)          | «Палаючі кораблі»                  | Les Vaisseaux en flammes              |             | [ 2 ] |

### Переможці з 1958 року до 1963 року
| Церемонія | Світлини лауреатів | Переможці                                                        | Назва роману          | Назва роману мовою оригіналу | Видавництво | Прим. |
| --------- | ------------------ | ---------------------------------------------------------------- | --------------------- | ---------------------------- | ----------- | ----- |
| 1958      |                    | Серж Мартель (фр. Serge Martel)                                  | «Прощання із зірками» | L' Adieu aux astres          | Hachette    | [ 2 ] |
| 1959      |                    | Даніель Дрод (фр. Daniel Drode)                                  | «Поверхня планети»    | Surface de la planète        | Hachette    | [ 2 ] |
| 1960      |                    | Мішель Жері, під псевдонімом Альбер Ігон (фр. Michel Jeury)      | «Машина влади»        | la Machine du pouvoir        | Gallimard   | [ 2 ] |
| 1961      |                    | Жак Валлі (фр. Jacques Vallée)                                   | «Підпростір»          | le Sub-espace                | Hachette    | [ 2 ] |
| 1962      |                    | Філіпп Кюрваль (фр. Philippe Curval)                             | «Космічний прибій»    | Le Ressac de l'espace        | Hachette    | [ 2 ] |
| 1963      |                    | Волков Володимир Миколайович (письменник) (фр. Vladimir Volkoff) | «Метро до пекла»      | Métro pour l'enfer           | Hachette    | [ 2 ] |